# Козовой, Вадим Маркович
Вадим Маркович Козовой (28 августа 1937, Харьков — 22 марта 1999, Париж) — русский поэт, эссеист, переводчик и истолкователь французской поэзии XIX—XX вв. Писал на русском и французском языках.

## Начало биографии
С 1954 учился на историческом факультете МГУ.
В дни Всемирного фестиваля молодежи и студентов в Москве (1957) был арестован по обвинению в участии в неофициальном кружке «Союз патриотов России» (т. н. «дело Льва Краснопевцева», «дело молодых историков»), осужден на 8 лет заключения. Содержался в мордовских лагерях строгого режима, где познакомился со своей будущей женой, дочерью Ольги Ивинской Ириной Емельяновой, тоже отбывавшей лагерный срок.
После освобождения (28 октября 1963) вернулся в Москву, работал в Музее восточных культур (до 1968), был дружески поддержан Л. Е. Пинским, М. В. Алпатовым, Н. И. Харджиевым, с необычайной активностью включился в литературную жизнь:
- Подготовил комментированное французское издание «Романа о Тристане и Изольде» (1967),
- опубликовал переводы из Анри Мишо (1967) и Рене Шара (1973),
- подготовил, почти целиком перевел и прокомментировал том эссеистики Поля Валери «Об искусстве» (1976, републ. 1993),
- переиздал со своими комментариями и статьёй сборник переводов Бенедикта Лившица «От романтиков до сюрреалистов» (1970),
- опубликовал первые переводы из Лотреамона, Артюра Рембо, Стефана Малларме (1980—1981), над которыми продолжал работать и позже.

Переводил также со славянских языков. Стал членом Французского ПЕН-центра (1974).
В Лозанне вышел сборник его стихов «Грозовая отсрочка» (1978).

## Французский период
17 февраля 1981 г. по приглашению Р. Шара, вопреки интригам советских властей и под давлением французских официальных лиц, при поддержке литературной общественности был выпущен за рубеж для лечения сына во Франции. В 1985 к нему присоединилась жена и младший сын Андрей, с 1987 Козовой — французский гражданин.
Работал в парижском Национальном центре научных исследований (CNRS), был близок с А. Мишо, Р. Шаром, М. Бланшо, Ж. Граком, П. Сувчинским, М. Окутюрье, Ж. Дюпеном, М. Деги, Ж. Нива, Ж.-К. Маркаде, К. Помяном, А. Береловичем и др.
Выпустил сборники стихов «Прочь от холма» (1982), «Поименное» (1988), книга его избранных стихотворений вышла параллельно на русском и французском языках (1984). Выступал с литературными чтениями, сотрудничал с журналами «Поэзи», «Деба», газетами «Русская мысль», Le Monde. Был награждён орденом литературы и искусства Франции (1985).

## Характеристика творчества
В напряжённой, «темной» стилистической манере стихов и абсурдистской прозы Козового традиции «витиеватой» русской словесности от Аввакума и Гоголя до Андрея Белого и Алексея Ремизова соединяются с поисками европейского модерна от Бодлера, Лотреамона, Рембо до французских сюрреалистов, Пьера Реверди, Рене Шара и Анри Мишо. Сборник программных эссе о русской поэзии (Анненский, Белый, Хлебников, Пастернак, Цветаева, Хармс) в её связи с европейским модерном рубежа веков и антропологическими катаклизмами XX столетия «Поэт в катастрофе» вышел из печати уже в постсоветской России (1994).

## Посмертные издания
После смерти Вадима Козового в России были опубликованы его избранные переводы (2001), сборник его памяти «Твой нерасшатанный мир» (2001), книга русских и французских эссе разных лет «Тайная ось» (2003) и др. Избранные франкоязычные эссе были напечатаны во Франции (2003).

### Книги
- Грозовая отсрочка. Стихи. Lausanne: L’Age d’Homme, 1978.
- Прочь от холма. Стихи. Париж: Синтаксис, 1982.
- Hors de la colline. Прочь от холма. Version française de l’auteur avec la collaboration de Michel Deguy et de Jacques Dupin. Postface de Maurice Blanchot. Avec des illustrations de Henri Michaux. Paris. Hermann, 1984 (двуязычное издание).
- Поименное. Париж: Синтаксис, 1988.
- Из трех книг: Грозовая отсрочка. Прочь от холма. Поименное. М.: Прогресс, 1991.
- Поэт в катастрофе. М.: Гносис; Institut d’études slaves, 1994.
- Анри Мишо. Поэзия. Живопись. Составление, общая редакция и вступительная статья В.Козового. Переводы В.Козового и др. М.: Изд-во Рудомино, 1997.
- Французская поэзия: Антология. Пер. В. М. Козового. М.: Дом интеллектуальной книги, 2001.
- Твой нерасшатанный мир: Памяти Вадима Козового. Стихи, письма, воспоминания. М.: Прогресс-Традиция, 2001.
- Тайная ось: Избранная проза. М.: Новое литературное обозрение, 2003.
- Le monde est sans objet. Paris: Belin, 2003.
- Выйти из повиновения: Письма, стихи, переводы. М.: Прогресс-Традиция, 2005.

### Отдельные публикации
- Козовой Вадим. Тайная ось // Поэзия и живопись: Сборник трудов памяти Н. И. Харджиева  / Составление и общая редакция М. Б. Мейлаха и Д. В. Сарабьянова. — М.: Языки русской культуры, 2000. — С. 29—32. — ISBN 5-7859-0074-2.

## О поэте
- Зенкин С. Рец. на кн.: Поэт в катастрофе // Новое литературное обозрение, 1995, № 15, с.408-409.
- Сувчинский П. Поэзия Вадима Козового// Петр Сувчинский и его время. М.: Музыка, 1999, с.54.
- In Memoriam: Вадим Козовой// Новое литературное обозрение. 1999. № 39 (здесь же — наиболее полная на тот момент библиография публикаций В. К. и литературы о нем).
- Vadim Kozovoi par Andrei Kozovoi, Michel Deguy, Krzysztof Pomian// Po&sie, 1999, N 89, р. P.3-7.
- Емельянова И. Вадиму было 19 лет…// НЛО. 1999. № 39. C.191-197
- Vadim Kozovoi par Julien Gracq, Jacques Dupin, Jean-Claude Marcadé// Po&sie, 2000, N 9, р.3-6, 9-11.
- Жажоян М. Трактат без героя// Он же. Случай Орфея. СПб: Изд-во журнала «Звезда», 2000, с. 342—347.
- Твой нерасшатанный мир: Памяти Вадима Козового. Стихи, письма, воспоминания. М.: Прогресс-Традиция, 2001.
- Дубин Б. Полный тон. Человек двух культур// Он же. На полях письма. М.: Emergency Exit, 2005, с.160-168, 169—174.
- Лео Яковлев. Штрихи к портретам и немного личных воспоминаний
- Correspondance Blanchot — Kozovoï// Po&sie, 2005, n° 112—113.
- Cher ami, cher poète: Lettres de René Char à Vadim Kozovoï// Po&sie, 2007, n° 119, p. 7-39.
- Blanchot M. Lettres à Vadim Kozovoi suivi de La parole ascendante ou sommes-nous encore dignes de la poésie, notes éparses/ Denis Aucouturier, ed. Houilles: Éditions Manucius, 2009 (включает письма В.Козового к М.Бланшо и тексты, ему посвященные)
- Захаров В.А. «ВОЗДУШНЫЕ» ЗАГЛАВИЯ В ПОЭЗИИ ВАДИМА КОЗОВОГО // Вестник Московского государственного областного университета. Серия: Русская филология. 2013. № 6. с. 110-114.;

- Захаров В.А. «ВОСКРЕШЕНИЕ» СЛОВА: В. ХЛЕБНИКОВ И А. КРУЧЁНЫХ В ТВОРЧЕСТВЕ ВАДИМА КОЗОВОГО // Вестник Московского государственного областного университета. Серия: Русская филология. 2014. № 4. с. 134-141
- Захаров В.А. Наследие французского романтизма в творчестве Вадима Козового. А. Бертран и Ж. де Нерваль // Антропология литературы. В 3 ч. Ч. 3 - Гродно: ГрГУ, 2013, с.262-269.